# Longueville (Durbuy)
Longueville est un hameau de la commune belge de Durbuy situé en Région wallonne dans la province de Luxembourg.
Avant la fusion des communes, il faisait partie de la commune de Tohogne.

## Situation
Longueville se situe entre les hameaux d'Oneux, Houmart et le village de Tohogne et juste à côté du hameau de Coquaimont dans un environnement de prairies, de bosquets et de petits espaces boisés.

## Description
Plusieurs fermes et fermettes sont construites souvent en pierre calcaire, parfois en brique. Elles constituent la majorité des habitations de ce hameau à vocation agricole.